# Fleurs du Mal
I Fleurs du Mal sono un gruppo musicale rock italiano formato nel 1983 e guidato da Stefano De Martini detto "Iguana" in onore di Iggy Pop.
Noti per le intense performance dal vivo e per il loro stile che su una base rock and roll fonde blues, funk, swing e latin-rock, con testi in italiano, inglese e spagnolo.
Il nome del gruppo è liberamente ispirato al libro di poesie di Charles Baudelaire, I fiori del male.

## Storia

### Inizi
Nascono nel 1983 su iniziativa del leader Stefano "Iguana" De Martini. Il debutto discografico avviene nel 1984, con il 45 giri Tempi moderni prodotto dalla EMI Italiana.
La loro attitudine underground li porta ad affrontare un percorso indipendente con la pubblicazione del primo album Fleurs du mal autoprodotto nel 1989, edito solo nel formato 33 giri e distribuito dalla Toast Records. In particolare il brano Boogie Babe viene scelto per un videoclip con la regia di Elisabetta Valgiusti, trasmesso su Videomusic.

### I primi album
Nel 1993 si accasano alla Toast Records che pubblica nel 1994 il loro secondo album (ancora solo in vinile) Indian World e nel 1995 il primo titolo su CD, 3, registrato a Torino nello studio Minirec con il fonico Gigi Guerrieri. Quest'ultimo disco fotografa la band nel periodo dei concerti nei centri sociali italiani, e contiene brani come C'è chi vive il blues  - tuttora presente nelle scalette dei concerti - e Fuoco, da cui viene tratto un nuovo videoclip autoprodotto. L'album viene inoltre ben recensito sulla rivista Rockerilla che alla band dedica anche un'intervista su due pagine. Il rapporto con la Toast Records dura sino al 1997.
Nella loro carriera, oltre i tour italiani, suonano in Europa continentale, in Svizzera, Germania, Belgio, Francia e nei Paesi Bassi, dove registrano, nel 1997, il mini-CD Arnhem Session. Nel 1997 partecipano attivamente all'Estate Romana Autogestita, esibendosi al Villaggio Globale.
Nel 1998 realizzano insieme al regista teatrale Guido D'Avino, una versione rock dell'Agamennone di Eschilo, basata sulla traduzione del testo di Pier Paolo Pasolini, che debutta con due spettacoli al festival teatrale "Riviera d'Ulisse" a Terracina, e viene replicato a Roma al Teatro di Tor Bella Monaca e al Teatro Colosseo dove viene recensito dalla testata regionale della Rai.
Nel novembre 1998 esce il CD Spiriti inquieti per la Blu Mix, accompagnato dal videoclip del brano Lontani/vicini, a cui segue una serie di concerti in Italia e nei Paesi Bassi.
Il 10 dicembre 1999 tengono un concerto celebrativo per i 15 anni di attività al Centro Sociale Villaggio Globale, con la partecipazione di diversi altri ospiti. L'evento fu ben recensito su Musica!, supplemento settimanale de La Repubblica.

### Road Sweet Home
Nel 2001 pubblicano l'album Road Sweet Home, stampato da Il Manifesto (l'etichetta collegata all'omonimo quotidiano) e distribuito sul territorio italiano nelle librerie Feltrinelli. Il tour che segue annovera oltre 60 tappe fra Italia, Svizzera e Olanda (da ricordare la serata al Maloe Melo "Home of the Blues" di Amsterdam)
Nel 2002 partecipano al Liri Blues Festival, dove torneranno anche nel 2003 e nel 2010.

### Luna Blues
Nel 2003, con la collaborazione del bassista americano Brian Trumble, realizzano Luna Blues (Blond Records/Storie di Note), distribuito dalla Ricordi. Anche in questa occasione terranno una serie di concerti in Italia, Svizzera e Olanda.
Nell'ottobre 2007 effettuano il loro primo minitour negli Stati Uniti con sei concerti in Colorado, presso il Ziggie's Saloon di Denver Larimer Lounge (Denver), il Rock'n'Soul Cafe (Boulder), Laughing Goat (Boulder), e si esibiscono nella trasmissione televisiva Tuesday Blues su cctv54 (TV in Colorado).
Nel 2008 esce Lost & Found (Fleurs du Mal) (Blond Records), con a seguire date in Italia e una ventina di concerti in Olanda (dove suonano tra l'altro al Festival Bevrjidings 5th May Wageningen 2008 2008 e al Festival "BeaPop").
Dal 2008 con l'Associazione tra musicisti Music & Rights organizzano il festival Musica Libera, evento che si svolge quasi ogni anno in Piazza dei Sanniti, nel quartiere San Lorenzo, con il patrocinio del II Municipio (ex III Municipio) della Capitale, giunto alla sesta edizione nel 2017.
Il 6 giugno 2009 si svolge il concerto 25 anni di Fleurs du Mal all'INIT Club di Roma, con una formazione allargata a 9 elementi, presentato con un'intervista nella trasmissione Tempi dispari su RaiNews24 e RAI3.

### Swinging Boat
Dal 2011 la band si allarga da quattro a cinque elementi con l'inserimento di un secondo sassofonista. Con questa formazione i Fleurs du Mal registrano e pubblicano l'anno successivo il nuovo CD Swinging Boat seguito da uno lungo tour che tocca Svizzera, Belgio, Olanda, Italia e Sardegna -tra i concerti anche il Maloe Melo"Home of the Blues of Amsterdam", il Blues-Sphere a Liegi, il Festival "Mamma Blues 2012" a Nureci e 3 concerti al Goodfellas a Napoli, dove mancavano dal 1991.
Nel 2014 suonano al Primo Maggio del CSOA Forte Prenestino davanti a migliaia di persone.
Nel 2016 eseguono dal vivo due brani tratti da Swinging Boat a "Music Corner" spazio multimediale de La Repubblica di cui esiste un video in rete di 13 minuti.
Dal gennaio 2014, sempre a San Lorenzo, organizzano il S. Lorenzo Blues Festival, manifestazione  dedicata ai diversi gruppi romani del genere. Giunto alla nona edizione nel 2023, il Festival ha visto le prime tre edizioni svolgersi alla Locanda Atlantide, mentre le successive quattro si sono tenute presso i locali del Nuovo Cinema Palazzo, nel medesimo quartiere, registrando nell'insieme una buona affluenza di pubblico (circa 1000 persone alla quarta edizione, tenutasi il 3 febbraio 2017), e dal 2022 altre due edizioni si sono svolte all'aperto nello spazio Giardino Verano.

### Bootleg
Il 18 gennaio 2017 esce il live Bootleg (Fleurs du Mal) per Blond Records, registrato durante due concerti del 2016, con versioni dal vivo di brani tratti dalla loro discografia - tra cui Fun Time adornata da un videoclip artigianale -, più gli inediti 800 fantasmi dedicata ai migranti periti nel mare Mediterraneo, e Hard Times..
Fa seguito il Bootleg Tour, che oltre all'Italia ha toccato varie nazioni europee: Francia, Svizzera, Belgio, Paesi Bassi.

### Gumbo
Il 10 ottobre 2019 pubblicano il nuovo album Gumbo , composto, per la prima volta nella storia della band, da alcune cover di classici standard blues presenti accanto ad altrettanti brani originali. Accompagnato dal videoclip del brano El Caracol, il disco vede la partecipazione in tre pezzi del bluesman Andy J. Forest, ed è stato presentato dal vivo all'Alcazar Live di Roma. Sono quindi seguiti un tour nazionale e altri due in Europa, fra il 2022 e il 2023.

## Formazione attuale
- Stefano Iguana - voce, chitarra, slide, armonica
- Graziella Olivieri - sax tenore
- Roberto Cruciani - basso, cori
- Clemente Verdicchio - sax contralto
- Gabriel Greco - batteria

## Discografia

### Album in studio
- 1989 - Fleurs du mal (autoprodotto)
- 1994 - Indian World (Toast Records)
- 1995 - 3 - (Toast Records)
- 1998 - Spiriti inquieti - (Blu Mix)
- 2001 - Road Sweet Home - (Il Manifesto Dischi)
- 2003 - Luna Blues - (Blond Records/Storie di Note)
- 2008 - Lost & Found - (Blond Records)
- 2012 - Swinging Boat - (Blond Records)
- 2019 - Gumbo

### Album dal vivo
2017 -  Bootleg - (Blond Records)

### MiniCD
- 1997 - Arnhem Session - (Toast Records)

### Singoli
- 1984 - Tempi moderni/Tutto quanto fa spettacolo (EMI)

### Raccolte
- 1998 - EstroMissioni (con il brano Lascia crescere i fiori)